# Кедрово (Вологодская область)
Кедрово — деревня в Вологодском районе Вологодской области.
Входит в состав Лесковского сельского поселения, с точки зрения административно-территориального деления — в Лесковский сельсовет.
Расстояние по автодороге до районного центра Вологды — 20 км, до центра муниципального образования Лесково — 5 км. Ближайшие населённые пункты — Водогино, Отрадное, Марково.
По переписи 2002 года население — 2 человека.